# Mummia di palude

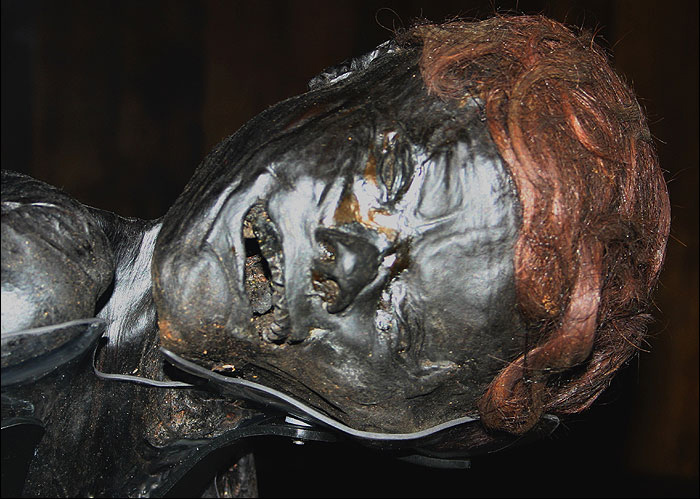
L'Uomo di Grauballe.

Una mummia di palude è un resto umano conservato dentro una torbiera, con esempi rinvenuti in Nord Europa, Gran Bretagna e Irlanda. A differenza della maggior parte degli antichi resti umani, gli organismi che vivono nelle paludi hanno contribuito alla preservazione della pelle e gli organi interni a causa delle insolite condizioni di conservazione.
In determinate condizioni, l'acidità dell'acqua, il freddo e la mancanza di ossigeno si combinano e fanno sì che la pelle diventi scura: la conservazione dello scheletro è molto rara in questi reperti, perché l'acido presente nella torba scioglie il carbonato di calcio delle ossa. Questi ritrovamenti forniscono un prezioso materiale di ricerca per gli archeologi.
Su alcuni resti è stato addirittura possibile rilevare le impronte digitali, mentre su altri si sono conservati persino dei tatuaggi. C.H. Vogelius Andersen fu molto sorpreso quando si rese conto che le impronte digitali prese all'Uomo di Grauballe erano chiare come le sue; mentre nella Mummia di Tollund si possono notare dei perfetti lineamenti del viso, con molti piccoli dettagli perfettamente conservati.

## Ritrovamenti
Più di un migliaio di mummie di palude sono state ritrovate in regioni associate con i Celti. Il primo reperto rinvenuto, quello dell'Uomo di Koelbjerg, è stato datato a circa 10000 anni fa. Il più recente è del XVI secolo, una donna in Irlanda che potrebbe essere stata sepolta in terra sconsacrata a seguito di un suicidio. Comunque le mummie di palude più frequenti sono legate all'età celtica.
Mummie di tal fatta, sia di persone che di animali, sono state scoperte in torbiere in Gran Bretagna, Irlanda, Germania settentrionale, i Paesi Bassi, la Danimarca (Jutland e Selandia), e Svezia meridionale. Le prime registrazioni di tali rinvenimenti risalgono al XVIII secolo. La prima mummia di palude ad essere scoperta è stata quella di Kibbelgaarn nei Paesi Bassi, nel 1791.
Al momento della scoperta non era possibile determinare se un corpo fosse stato sepolto in una palude per anni, decenni o secoli. Tuttavia, nel corso del XX secolo, le tecnologie mediche e forensi (ad esempio, la datazione con il radiocarbonio) si sono molto evolute, tanto da consentire ai ricercatori di determinare il momento della sepoltura, l'età della persona morta, e altri dettagli. Gli scienziati hanno potuto studiare la loro pelle, ricostruire l'aspetto e anche determinare quale sia stato il loro ultimo pasto dal contenuto del loro stomaco. I loro denti hanno permesso di ottenere l'età del soggetto e di individuare il tipo di cibo che mangiavano durante la loro vita.

## Cause della morte
Molti corpi ritrovati presentano segni di morte violenta, pugnalati, bastonati, impiccati o strangolati, e in più di un caso queste violenze venivano perpetrate insieme. I capezzoli dell'uomo di Croghan sono stati quasi tranciati di netto; i cadaveri venivano spesso decapitati poi deliberatamente sepolti nella palude, utilizzando dei pali per farli sprofondare giù. Le interpretazioni dei vari esami forensi possono variare, ma non è ancora chiaro se siano stati uccisi e sepolti nella palude come pena per aver commesso un reato o se invece sono delle vittime sacrificali. Alcuni corpi, come ad esempio la Mummia di Tollund, sono stati ritrovati con la corda usata per strangolarli ancora intorno al collo.
Altri, come ad esempio la Ragazza di Yde, avevano i capelli tagliati solo da una parte del capo. Queste persone sembrano costantemente appartenere alle classi superiori; le loro unghie sono curate e le proteine prelevate dai loro capelli indicano una buona alimentazione. Strabone riporta che i Celti eseguivano divinazioni utilizzando viscere di vittime umane; su alcune mummie di palude, come ad esempio gli Uomini di Weerdinge ritrovati nel sud dei Paesi Bassi, le viscere erano state prelevate per mezzo di incisioni.
Tuttavia, alla luce di un recente articolo del National Geographic, può essere possibile che tali lesioni non siano sempre state inflitte da altre persone come tortura, ma piuttosto causate dal peso delle torbiere.
L'uguaglianza dei dettagli di uccisione rituale diffusa su una vasta area del Nord Europa è un chiaro testamento di una cultura ampiamente unificata, che conferma l'espansione raggiunta dalla civiltà celtica indicata nei siti archeologici di tipo La Tène.

## Ricerche archeologiche
Nel caso delle "mummie" di Cladh Hallan, le sepolture sono state interpretate come un primitivo metodo di imbalsamazione di singoli individui.
I raggi X sono molto importanti nella ricerca delle mummie di palude in quanto si può ottenere una foto di un corpo nella torba, che si può poi rimuovere senza danneggiare il reperto stesso. La radio datazione al carbonio è utilizzata molto spesso, in quanto dà con precisione la data del ritrovamento, di solito la maggior parte risale all'età della pietra.
Poiché la torbiera preserva i tessuti morbidi interni, è quasi sempre possibile studiare il contenuto dello stomaco dei corpi ritrovati. Inoltre è possibile ricostruire il volto tramite una impressionante tecnica derivata del metodo moderno per l'identificazione di criminali; infatti partendo da varie misurazioni effettuate sul cranio è possibile ricostruire quasi alla perfezione il volto di chiunque.

## Ritrovamenti degni di nota
- Uomo di Clonycavan
- Uomo di Grauballe
- Donna di Haraldskær
- Uomo di Lindow
- Uomo di Croghan
- Mummia di Tollund
- Ragazza di Yde
- Uomo di Bocksten
- Mummie di Borremose
- Ragazza dell'Uchter Moor